# Sistem N
Sistem N (tudi skala N) je mednarodna oznaka, ki se uporablja zlasti pri modelni (miniaturni) železnici v razmerju 1:160. V Veliki Britaniji se uporablja tudi razmerje 1:148. Vsi modeli železniških lokomotiv, vagonov in ostalih sestavnih delov železniških prog so 160-krat manjši od originalnih izdelkov.
Sistem N je najbolj popularen v Ameriki in na Japonskem, v Evropi pa ni tako zelo razširjen. Zaradi manjše popularnosti kot Sistem H0 se v N skoraj ne dobi modelov namenjenih kot otroške igrače. Večinoma se dobi samo modele namenjene zbirateljem in železniškim navdušencem, ki so običajno kar dobro detajlirani. Nivo detajlov je odvisen od cenovnega razreda modela.
Širina med tirnicama v sistemu N znaša 9 mm.
Na Slovenskem je železniške modele v sistemu N izdeloval Mehano iz Izole.

### Posebnosti digitala
V N se za enostavno vgradnjo dekodirnikov običajno uporablja šestpinski priključek NEM 651.
Napetost v tračnicah je običajno okrog 15V.

### Minitrains (sistem H0e)
Enako širino med tirnicama se uporablja tudi pri modelni ozkotirni železnici, ki se imenuje Minitrains. Gre za modele, ki so v razmerju 1:87 (po sistemu H0) in realno širino med tirnicama 760 mm. Lokomotive in vagoni se od modelov po sistemu N razlikujejo po višini in širini, širina med kolesi in tirnicami pa je enaka.